# Osaka Kintetsu Buffaloes
Les  Ōsaka Kintetsu Buffaloes (大阪近鉄バファローズ) étaient une équipe de baseball d'Ōsaka jusqu'en 2004, avant sa fusion avec les Orix Blue Wave, pour donner les Orix Buffaloes.